# Litwini
     ponad 50% Litwinów
     30% – 50% Litwinów
     20% – 30% Litwinów
     10% – 20% Litwinów
     5% – 10% Litwinów
     3% – 5% Litwinów
     1% – 3% Litwinów

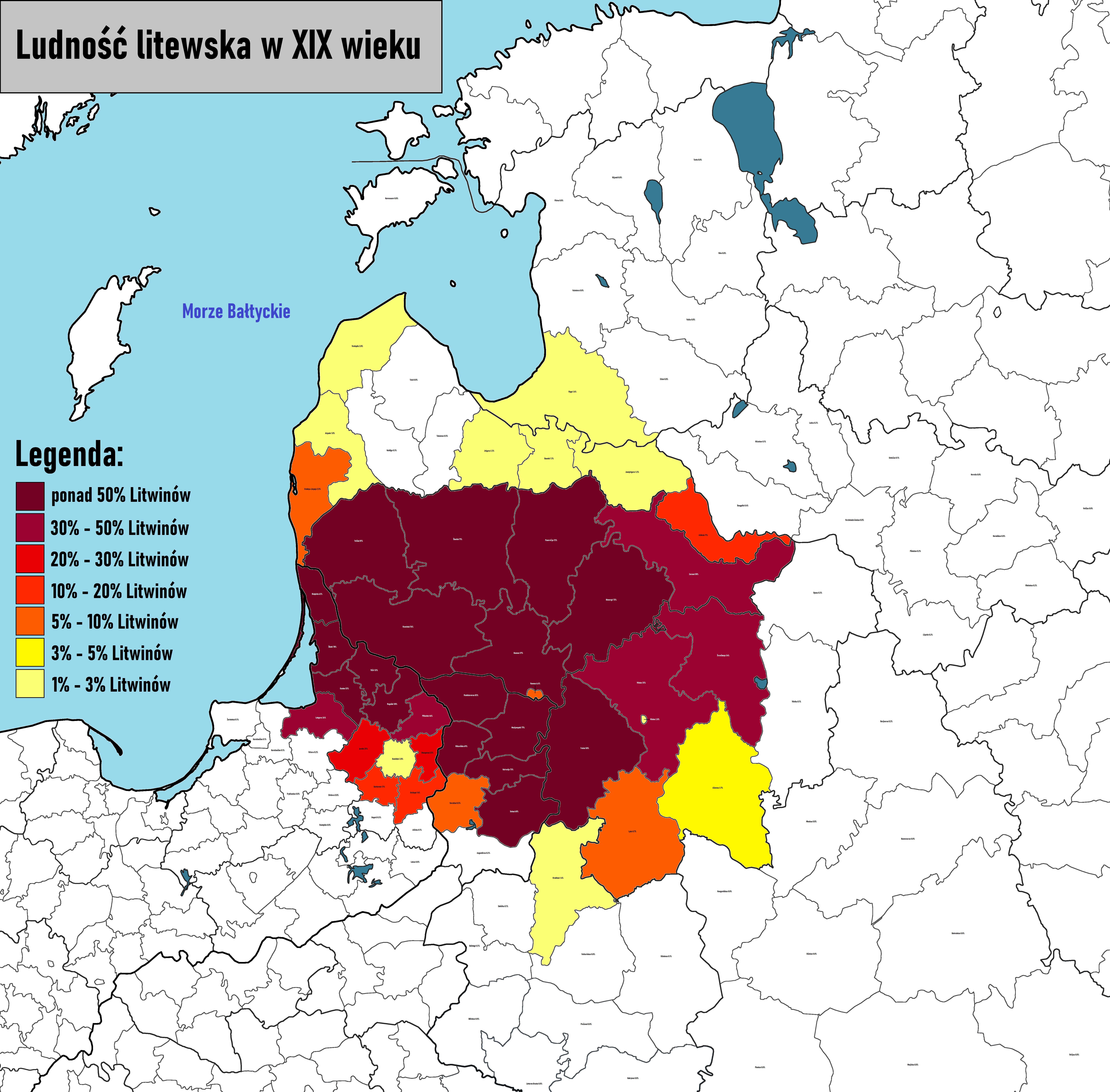
Mapa rozmieszczenia ludności etnicznie litewskiej w XIX wieku
ponad 50% Litwinów
30% – 50% Litwinów
20% – 30% Litwinów
10% – 20% Litwinów
5% – 10% Litwinów
3% – 5% Litwinów
1% – 3% Litwinów

Litwini (lit. lietuviai) – naród bałtycki zamieszkujący głównie Litwę, a również Wielką Brytanię, USA, Irlandię, Brazylię i inne kraje, posługujący się językiem litewskim.
Nazwa Litwini jest pochodna od Litwy, która to nazwa geograficzna została po raz pierwszy zapisana w formie Litua w ok. 1008–1009 r., w związku ze śmiercią misjonarza Brunona z Kwerfurtu.
Litwini powstali ze związku kilku pomniejszych grup plemiennych, wśród których najważniejszą rolę odgrywali Auksztoci i Żmudzini.
Powszechnie podaje się, że Litwini są najpóźniej schrystianizowanym narodem Europy; nastąpiło to w XIV – XV wieku. Obecnie większość Litwinów to katolicy obrządku rzymskiego.
Po okresie polonizacji – przede wszystkim elit, w związku z funkcjonowaniem Rzeczypospolitej Obojga Narodów, od II poł. XIX w., Litwini rozbudowują własną kulturę i język. W okresie międzywojennym język litewski został poddany zabiegom oczyszczenia z wpływów języków słowiańskich (głównie polskiego), ocenianych jako nadmierne.
Aktualnie liczbę Litwinów szacuje się na ok. 4,3 miliona, z uwzględnieniem emigracji, głównie do Stanów Zjednoczonych.
Litwini w Polsce zamieszkują Suwalszczyznę, głównie okolice Puńska i Sejn.